# Grotte de Sandia
La grotte de Sandia est un site préhistorique situé dans le massif montagneux de Sandia, dans la forêt nationale de Cibola, près de la ville de Bernalillo, au nord-est d'Albuquerque, comté de Sandoval, dans l'État du Nouveau-Mexique, aux États-Unis.

## Situation
La grotte de Sandia se trouve sur un flanc escarpé du canyon de Las Huertas, dans la partie nord des monts Sandia, au nord-est d'Albuquerque. Elle a une longueur de 148 m.

## Historique
La grotte de Sandia fut découverte en 1935. Elle fut fouillée par l'équipe de Frank Hibben, de l'université du Nouveau-Mexique, de 1936 à 1940. Frank Hibben publia après guerre des articles qui suscitèrent la controverse en raison de la date d'environ 19 000 ans AP proposée pour les vestiges archéologiques et les ossements trouvés dans le niveau stratigraphique le plus ancien du site.
La grotte a été fouillée à nouveau en 1961-1962 par Vance Haynes et George Agogino. Leur étude publiée en 1986 a révisé en baisse les datations de Frank Hibben, estimant que la grotte aurait été occupée par l'homme d'environ 9000 à 7000 av. J.-C..

## Vestiges archéologiques
Des pointes Folsom et, pour la première fois, des pointes Sandia, plus anciennes que la culture Folsom, ont été trouvées dans la grotte par Frank Hibben.

## Paléofaune
Les fossiles de paléofaune collectés dans la grotte comprennent des espèces éteintes de la mégafaune du Pléistocène, telles que Mammouth, Mastodonte, Paresseux terrestre, équidés et camélidés d'Amérique, ce qui fait de la grotte de Sandia un important site paléontologique du Nouveau-Mexique. La plupart des animaux ont été apportés dans la grotte par des carnivores.

## Protection
La grotte de Sandia a été déclarée National Historic Landmark en 1961.